# 98gy busz (Budapest)
A budapesti 98-as (gyors 98-as) jelzésű autóbusz Kőbánya-Kispest és Rákoshegy, MÁV-állomás között közlekedett. A vonalat a Budapesti Közlekedési Zrt. üzemeltette.

## Története
A járat 1971 márciusában indult 98A jelzéssel Rákoshegy, MÁV-állomás és a Gyömrői út között. 1977. december 1-jén meghosszabbították a Fedezék utcáig (Gyömrői út túloldala). 1980. március 30-án gyorsjárattá alakították, jelzését 98-asra változtatták és a Kőbánya-Kispest, MÁV-állomásig hosszabbították. 2007. június 9-étől augusztus 19-éig iskolaszünet ideje alatt is közlekedett a 2-es metró felújítása alatt a térség jobb megközelítése miatt. 2008. szeptember 8-ától 98E jelzéssel közlekedik és tanítási szünetben is jár.

## Útvonala
| Rákoshegy, MÁV-állomás felé | Kőbánya-Kispest felé |
| --- | --- |
| Kőbánya-Kispest vá. – Vak Bottyán utca – Sibrik Miklós úti felüljáró – Gyömrői út – Csévéző utca – Bélatelepi út – Baross utca – Kodolányi János tér – Rákoshegy, MÁV-állomás vá. | Rákoshegy, MÁV-állomás vá. – Bakter utca – Ferihegyi út – Szabadság utca – Baross utca – Bélatelepi út – Csévéző utca – Gyömrői út – Sibrik Miklós úti felüljáró – Kőbánya-Kispest vá. |

## Megállóhelyei
| 0                                                                                      | Kőbánya-Kispest végállomás                                          | 20 | 48, 51, 68, 85, 85, 93, 98, 136, 151, 182, 184, 193E, 200, 282E, 284E, Keresztúr Helyközi buszok Kőbánya-Kispest |
| 3                                                                                      | Újhegyi út                                                          | 16 | 98, 217, 217E |
| A Hangár utcánál csak a Kőbánya-Kispestről 5 és 6 óra között induló buszok álltak meg. |                                                                     |    | |
| 4                                                                                      | Hangár utca                                                         | ∫  | 98, 217, 217E |
| 5                                                                                      | Gépjármű Javító Főműhely (ma: Gyömrői út 156.)                      | ∫  | 98, 217, 217E |
| 6                                                                                      | Felsőcsatári út                                                     | 14 | 36, 95, 98, 193E, 200, 217, 217E, 282E, 284E                                                                     |
| 7                                                                                      | Lőrinci Fonó (↓) Attila utca (↑) (ma: Pestszentlőrinc vasútállomás) | 12 | 36, 98, 217, 217E Pestszentlőrinc                                                                                |
| ∫                                                                                      | Csaba utca                                                          | 11 | 98, 217, 217E |
| 10                                                                                     | Csévéző utca (↓) Gyömrői út (↑)                                     | 10 | 80, 93, 98, 200, 217, 217E                                                                                       |
| 15                                                                                     | Bocskai István utca                                                 | 5  | 80, 98 |
| 16                                                                                     | Vörösmarty utca                                                     | 4  | 80, 98 |
| 17                                                                                     | Ady Endre utca                                                      | 3  | 80, 98 |
| ∫                                                                                      | Kodolányi János tér (ma: Rákoshegy vasútállomás)                    | 2  | 80, 98, 168 Rákoshegy                                                                                            |
| ∫                                                                                      | Szabadság utca                                                      | 1  | 98, 168 |
| 19                                                                                     | Rákoshegy, MÁV-állomás végállomás                                   | 0  | 80, 98, 168 Rákoshegy                                                                                            |